# 옛날 나 어릴적에 (1993년 드라마)
《옛날 나 어릴적에》는 1993년 1월 23일에 방영된 한국방송공사 1TV 특집드라마이다. 1981년에 방영된 동명의 드라마를 리메이크했다.

## 기획 의도
부모들이 스스로 노후대책을 세워가며 살아가는 이야기

## 제작진
- 극본 : 김수현
- 연출 : 선우완

## 출연진
- 김성겸
- 김영옥
- 남성훈
- 여운계
- 윤여정
- 정애란